# Mordellistena mertoni
Mordellistena mertoni là một loài bọ cánh cứng trong họ Mordellidae. Loài này được Heyden miêu tả khoa học năm 1911.

## Hình ảnh

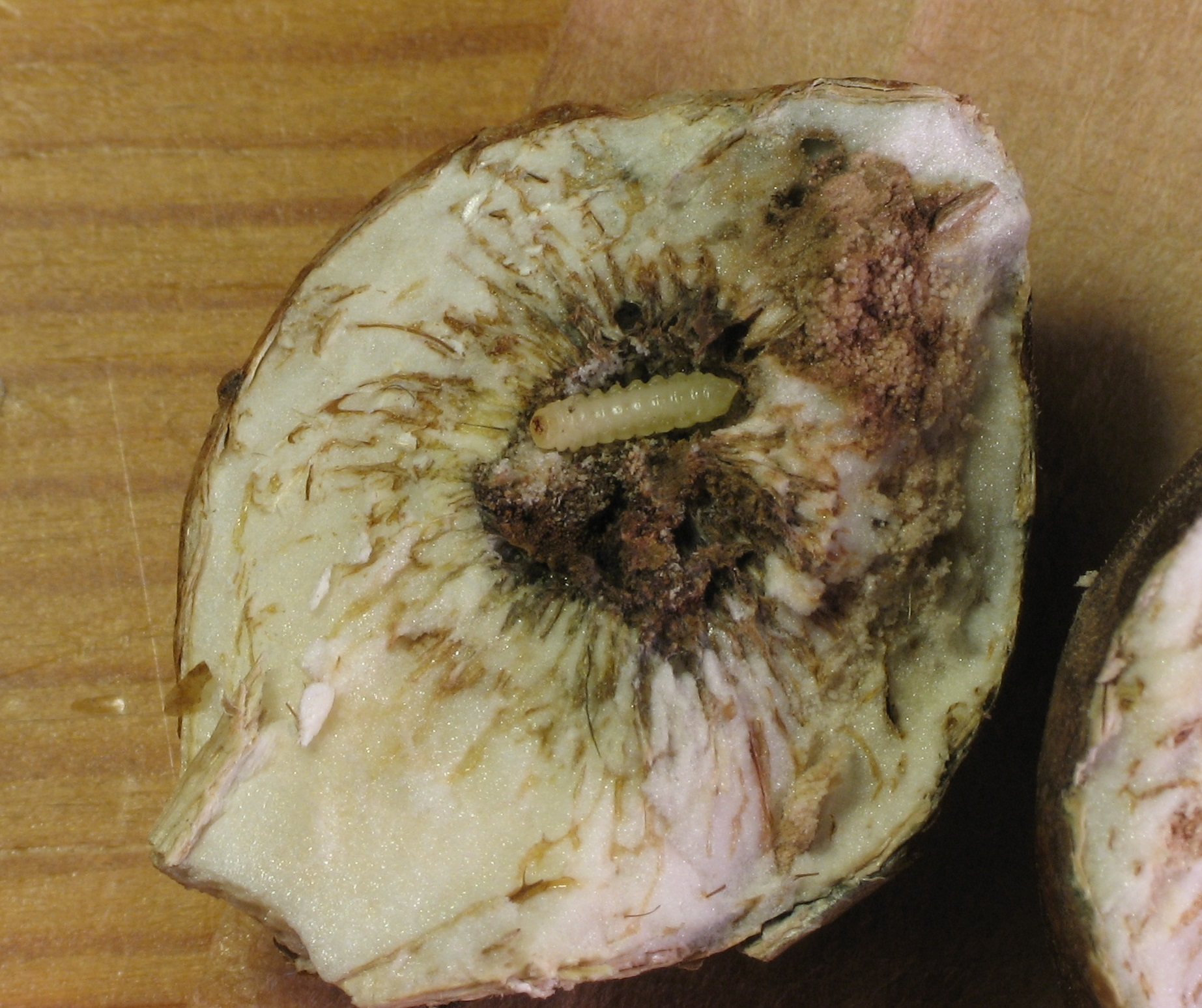